# (4413) Mycerinos
(4413) Mycerinos ist ein Asteroid des Hauptgürtels, der am 24. September 1960 vom Forscherteam Cornelis Johannes van Houten und Tom Gehrels im Rahmen des Palomar-Leiden-Surveys entdeckt wurde.
Der Name des Asteroiden ist vom griechischen Namen des ägyptischen Pharao der 4. Dynastie Mykerinos abgeleitet.